# جون ماي تايلور
جون ماي تايلور (بالإنجليزية: John May Taylor)‏ هو قاضي ومحامي وسياسي أمريكي، ولد في 18 مايو 1838 في لكسينغتون في الولايات المتحدة، وتوفي بنفس المكان في 17 فبراير 1911. حزبياً، نشط في الحزب الديمقراطي. وقد انتخب عضو مجلس النواب الأمريكي.